# Cratere Dia
Dia è un cratere sulla superficie di Callisto.